# Saíra-lagarta
A saíra-lagarta (Tangara desmaresti) é uma ave Passeriforme da família Thraupidae. A ave também é conhecida como Saíra-da-serra e Saíra-verde. espécie endêmica do Brasil com ocorrência nos Estados de Sergipe, Minas Gerais, Espírito Santo, Rio de Janeiro, São Paulo e Paraná, podemos encontrá-los principalmente em pontos elevados de serras, como a Serra do Mar, Caparaó e Mantiqueira geralmente em grupos de 10 ou mais indivíduos que muitas vezes podem ser outros membros da família Thraupidae.

## Características
Mede cerca de 14 cm de comprimento, tem a coloração predominantemente verde,com a fronte azulada, o papo alaranjado, dorso e barriga verdes.

## Reprodução
Faz o ninho em forma de tigela, entre os galhos de pequenas árvore e arbustos utilizando musgos, gravetos e folhas secas. Cada ninhada geralmente tem entre 2 e 3 ovos, tendo até 3 ninhadas por temporada. Os filhotes nascem após 15-17 dias, e saem do ninho após cerca de 20 dias.

## Alimentação
Alimenta-se de frutas e insetos, come também folhas e larvas.

## Referências Bibliográficas

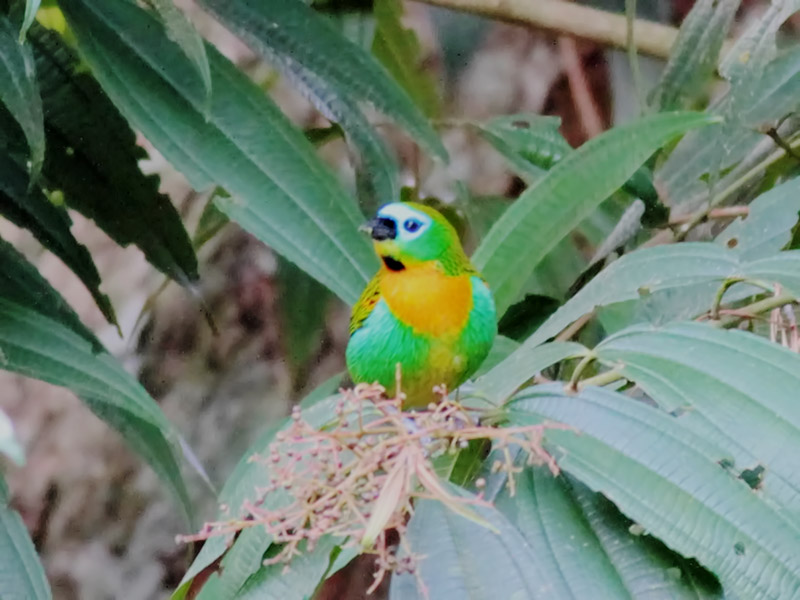
Saira Lagarta (Tangara desmaresti)